# Goneplacoides marivenae
Goneplacoides marivenae is een krabbensoort uit de familie van de Goneplacidae. De wetenschappelijke naam van de soort is voor het eerst geldig gepubliceerd in 2004 door Komatsu & Takeda.